# Akwarium w Warnie
Akwarium w Warnie (bułg. Варненски аквариум) – akwarium publiczne działające w Warnie w Bułgarii.
Powstanie akwarium zainicjował książę Ferdynand I Koburg 6 stycznia 1906 roku. Kamień węgielny został położony 22 października tego samego roku w obecności księcia Ferdynanda. Gmach akwarium został wybudowany według projektu architekta Dabko Dąbkowa. Budowę ukończono w 1911 roku. Wybuch wojen bałkańskich w 1912 roku spowodował jednak opóźnienie otwarcie akwarium. W 1913 roku Ferdynand przekazał budynek na własność Uniwersytetu w Sofii. I wojna światowa i sankcje nałożone na Bułgarię traktatem z Neuilly spowodowały, że akwarium zostało otwarte dopiero 17 lipca 1932 roku przez cara Borysa III.
Fasada budynku ozdobiona jest płaskorzeźbami przedstawiającymi zwierzęta występujące w Morzu Czarnym.
Wystawa akwarystyczna koncentruje się na florze i faunie Morza Czarnego, która obejmuje ponad 140 gatunków ryb, ale zawiera także ryby słodkowodne, ryby śródziemnomorskie oraz gatunki egzotyczne z odległych rejonów świata.